# Museo Nicolás Avellaneda
El Museo Histórico Provincial Pte. Nicolás Avellaneda es un museo de San Miguel de Tucumán, Tucumán, Argentina. Este se halla en la peatonal Congreso, sirviendo originalmente como residencia de José Manuel Silva.

## Historia
Originalmente la casa del actual museo fue construida en 1836 para ser vivienda de la familia Silva, como obra del arquitecto Pedro Dalgare Etcheverry. En sus comienzos fue considerada como la primera casa de dos plantas en Tucumán y con aljibe. Asimismo en este lugar vivió Nicolás Avellaneda al casarse su padre con una hija de José Silva.
Posteriormente los herederos dividen la propiedad en dos inmuebles iguales, pero en 1957 el gobierno nacional adquiere la casa y la declara como Monumento Histórico Nacional en 1941. El museo fue creado el 7 de julio de 1976 por la Ley 4500 por el gobierno provincial de facto como dependencia del Consejo Provincial de Difusión Cultural. Actualmente sólo se conserva el sector norte de la casona original tras la división realizada durante 1900.

## Descripción
El edificio del Museo Nicolás Avellaneda se extiende sobre 782 m2 y posee dos plantas. Dispone de once salas divididas en numismática, documentos históricos, mapotecas, objetos de construcción y personales, archivos, pinacoteca y biblioteca, que exhiben 10000 piezas desde la época precolombina y el siglo XX.
Los principales objetos que tiene el museo son una jarra de Ibatín, monedas, medallas,  una réplica de la Casa Histórica del 9 de julio de 1816, armas, documentos y 24 retratos de gobernadores de carbonilla de Lola Mora, elementos religiosos, urnas funerarias de la cultura Candelaria y un óleo de Nicolás Avellaneda pintado por Gerardo Gucemas.